# Municipio de Callaway
El municipio de Callaway (en inglés: Callaway Township) es un municipio ubicado en el condado de Becker en el estado estadounidense de Minnesota. En el año 2010 tenía una población de 287 habitantes y una densidad poblacional de 3,13 personas por km².

## Geografía
El municipio de Callaway se encuentra ubicado en las coordenadas 47°2′6″N 95°52′3″O / 47.03500, -95.86750. Según la Oficina del Censo de los Estados Unidos, el municipio tiene una superficie total de 91.57 km², de la cual 88,5 km² corresponden a tierra firme y (3,35 %) 3,07 km² es agua.

## Demografía
Según el censo de 2010, había 287 personas residiendo en el municipio de Callaway. La densidad de población era de 3,13 hab./km². De los 287 habitantes, el municipio de Callaway estaba compuesto por el 71,08 % blancos, el 0,7 % eran afroamericanos, el 23,69 % eran amerindios y el 4,53 % eran de una mezcla de razas. Del total de la población el 4,18 % eran hispanos o latinos de cualquier raza.